# Marc Nielsen
Marc Langskov Nielsen (Rønne, 16 maggio 2001) è un calciatore danese, difensore dell'Aalborg.

## Caratteristiche tecniche
È un terzino sinistro.

## Carriera
Cresciuto nel settore giovanile dello Hvidovre, con cui ha debuttato in prima squadra il 30 ottobre 2020 nell'incontro di 1. Division (seconda divisione danese) pareggiato 1-1 contro il Kolding. Ha firmato il suo primo contratto professionistico nel maggio del 2021; al termine della stagione 2022-2023 ha conquistato una promozione in prima divisione, categoria nella quale nella stagione 2023-2024 ha poi giocato 21 partite senza mai segnare.
Il 9 luglio 2024, dopo aver totalizzato 86 presenze in quattro stagioni, è stato acquistato a titolo definitivo dall'Aalborg, club neopromosso in prima divisione, con un contratto valido a partire dal gennaio del 2025. Il 20 luglio seguente il trasferimento è tuttavia divenuto immediato in seguito ad alcuni problemi burocratici che ne avrebbero impedito l'impiego allo Hvidovre nella prima metà di stagione.

## Statistiche

### Presenze e reti nei club
Statistiche aggiornate al 23 aprile 2025.
| Stagione        | Squadra         | Campionato      | Campionato | Campionato | Coppe nazionali | Coppe nazionali | Coppe nazionali | Coppe continentali | Coppe continentali | Coppe continentali | Altre coppe | Altre coppe | Altre coppe | Totale | Totale | Totale |
| Stagione        | Squadra         | Comp            | Pres       | Reti       | Comp            | Pres            | Reti            | Comp               | Pres               | Reti               | Comp        | Pres        | Reti        | Pres   | Reti   |        |
| --------------- | --------------- | --------------- | ---------- | ---------- | --------------- | --------------- | --------------- | ------------------ | ------------------ | ------------------ | ----------- | ----------- | ----------- | ------ | ------ | ------ |
| 2020-2021       | Hvidovre        | 1D              | 11         | 0          | CD              | 0               | 0               | -                  | -                  | -                  | -           | -           | -           | 11     | 0      |        |
| 2021-2022       | Hvidovre        | 1D              | 27         | 0          | CD              | 4               | 0               | -                  | -                  | -                  | -           | -           | -           | 31     | 0      |        |
| 2022-2023       | Hvidovre        | 1D              | 21         | 0          | CD              | 1               | 0               | -                  | -                  | -                  | -           | -           | -           | 22     |        |        |
| 2023-2024       | Hvidovre        | SL              | 21         | 0          | CD              | 1               | 0               | -                  | -                  | -                  | -           | -           | -           | 22     | 0      |        |
| Totale Hvidovre | Totale Hvidovre | Totale Hvidovre | 80         | 0          |                 | 6               | 0               |                    | -                  | -                  |             | -           | -           | 86     | 0      |        |
| 2024-2025       | Aalborg         | SL              | 10         | 0          | CD              | 3               | 0               | -                  | -                  | -                  | -           | -           | -           | 13     | 0      |        |
| Totale carriera | Totale carriera | Totale carriera | 90         | 0          |                 | 9               | 0               |                    | -                  | -                  |             | -           | -           | 99     | 0      |        |